# Верона (Міссурі)
Верона (англ. Verona) — місто (англ. city) в США, в окрузі Лоуренс штату Міссурі. Населення — 507 осіб (2020).

## Географія
Верона розташована за координатами 36°57′44″ пн. ш. 93°47′26″ зх. д. / 36.96222° пн. ш. 93.79056° зх. д. (36.962207, -93.790442).  За даними Бюро перепису населення США в 2010 році місто мало площу 2,25 км², з яких 2,25 км² — суходіл та 0,01 км² — водойми.

## Демографія
Згідно з переписом 2010 року, у місті мешкало 619 осіб у 206 домогосподарствах у складі 146 родин. Густота населення становила 275 осіб/км².  Було 239 помешкань (106/км²).
Расовий склад населення:
| - 68,2 % — білих - 1,5 % — корінних американців - 0,2 % — вихідців з тихоокеанських островів - 27,9 % — осіб інших рас |

До двох чи більше рас належало 2,3 %. Частка іспаномовних становила 45,7 % від усіх жителів.
За віковим діапазоном населення розподілялося таким чином: 33,8 % — особи молодші 18 років, 54,2 % — особи у віці 18—64 років, 12,0 % — особи у віці 65 років та старші. Медіана віку мешканця становила 30,7 року. На 100 осіб жіночої статі у місті припадало 101,6 чоловіків;  на 100 жінок у віці від 18 років та старших — 93,4 чоловіків також старших 18 років.
Середній дохід на одне домашнє господарство  становив 41 994 долари США (медіана — 33 542), а середній дохід на одну сім'ю — 46 708 доларів (медіана — 39 306). За межею бідності перебувало 22,4 % осіб, у тому числі 33,3 % дітей у віці до 18 років та 20,0 % осіб у віці 65 років та старших.
Цивільне працевлаштоване населення становило 236 осіб. Основні галузі зайнятості: виробництво — 42,4 %, роздрібна торгівля — 13,1 %, науковці, спеціалісти, менеджери — 11,4 %.